# Stade du Fort Carré
 (avril 2025).
Le stade du Fort Carré est un stade de football d'Antibes utilisé par le FC Antibes à proximité du Fort Carré.

## Histoire

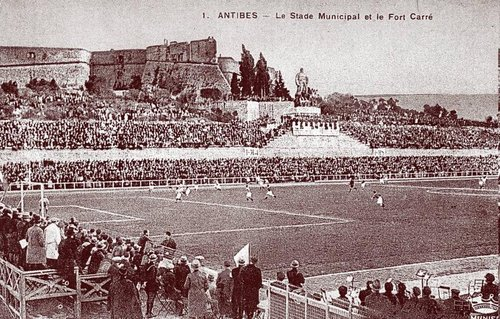
Quart de Finale de la Coupe du monde 1938 au stade du Fort-carré d'Antibes opposant la Suède à Cuba

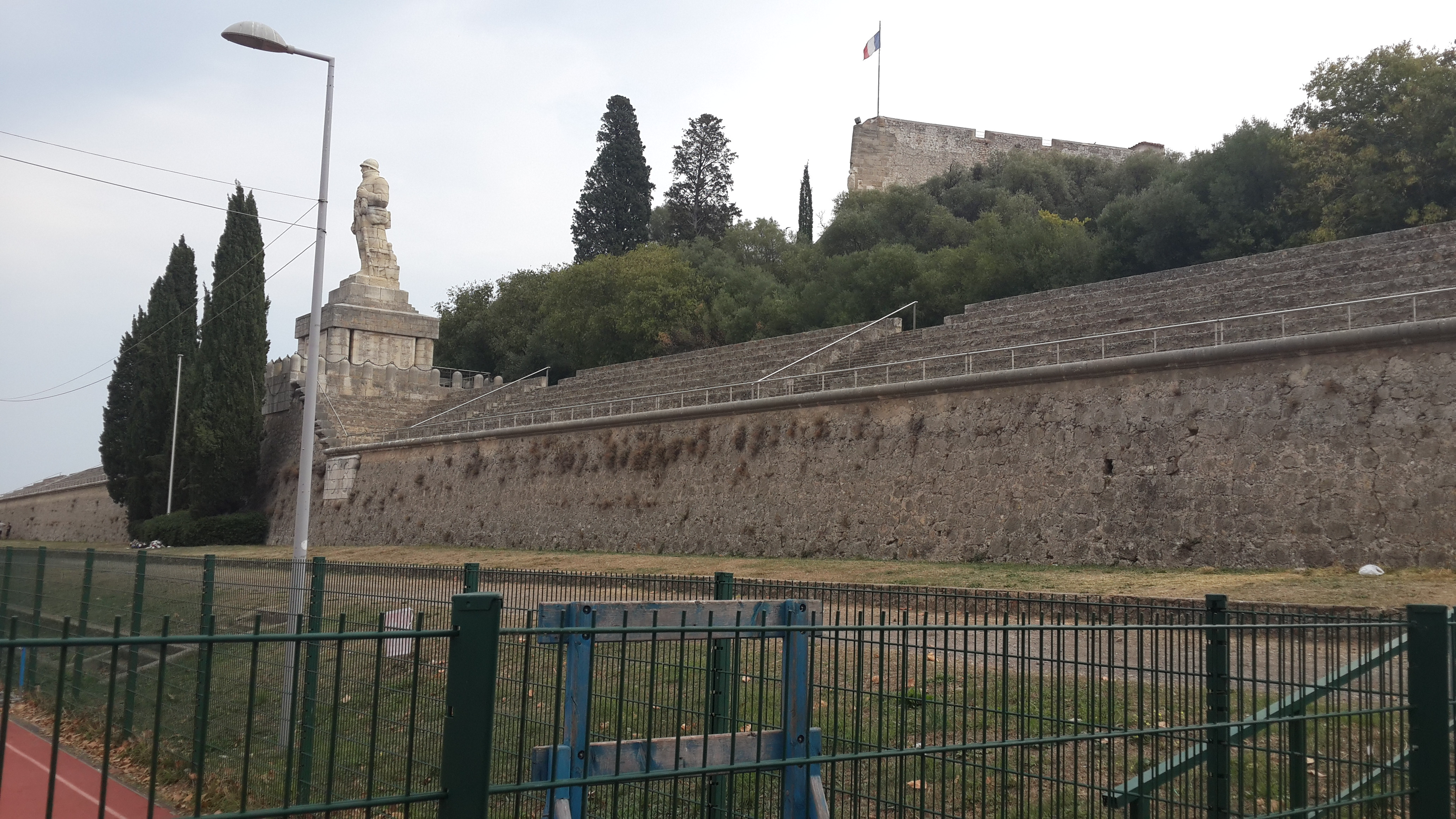
Les tribunes Est, et la statue du poilus.

Cette enceinte compte actuellement 4 000 places, mais en comptait plus de 15 000 avant la Seconde Guerre mondiale. C'était alors l'un des plus grands stades du sud-est et il fut choisi pour accueillir un quart de finale de la Coupe du monde de football 1938 : Suède-Cuba (8-0) devant 6 846 spectateurs.
Un imposant monument aux morts (la statue d'un poilu), inauguré en 1927, domine le stade.
Durant sept saisons, entre 1932 et 1939 le stade accueille les matchs de 1re Division, ainsi que de 1939 à 1943 dans le cadre des championnats dit « de guerre ».
Un terrain de football en gazon synthétique est par la suite construit au nord de la piste d'athlétisme. 